# داستان دو شهر (فیلم ۱۹۵۸)
داستان دو شهر (انگلیسی: A Tale of Two Cities) فیلمی به کارگردانی رالف توماس است که در سال ۱۹۵۸ منتشر شد.

## بازیگران
- دیرک بگارد
- آلفی بیس
- کریستوفر لی
- دونالد پلیسنس
- ایان بانن
- لئو مک‌کرن
- دومینیک بوشرو
- پیتر کاپلی